# Regierung Deakin II

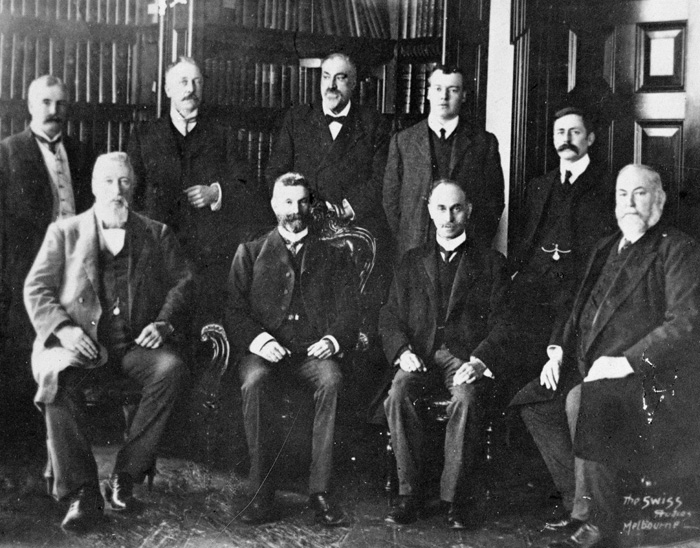
Die Regierung Deakin II

Die Regierung Deakin II war die vierte Regierung von Australien. Sie amtierte vom 5. Juli 1905 bis zum 13. November 1908.
Ihre Vorgängerregierung war eine Koalitionsregierung von Free Trade Party und Protectionist Party unter Premierminister George Reid. Alfred Deakin, der Führer der Protectionists, unterstützte die Regierung anfangs, entzog ihr im Juni 1905 seine Unterstützung und bildete, toleriert durch die Labor Party, eine neue Regierung, der nur Mitglieder der Protectionist Party angehörten. Bei der Parlamentswahl im Dezember 1906 verlor die Protectionist Party 10 Sitze und war mit 16 Sitzen nur noch drittstärkste Partei im Repräsentantenhaus. Die Labor Party gewann drei Sitze und verfügte jetzt über 26 Sitze, unterstützte jedoch weiterhin die Deakin-Regierung. Im November 1908 kam es zum Dissens über ein Zollgesetz und die Neuregelung der Pensionen, daraufhin entzog die Labor Party ihre Unterstützung und bildete unter Andrew Fisher eine Minderheitsregierung.

## Ministerliste
| Amt                                 | Minister        | Amtszeit                             | Bild |
| ----------------------------------- | --------------- | ------------------------------------ | ---- |
| Premierminister und Außenminister   | Alfred Deakin   | 5. Juli 1905 – 13. November 1908     |      |
| Generalstaatsanwalt                 | Isaac Isaacs    | 5. Juli 1905 – 12. Oktober 1906      |      |
| Generalstaatsanwalt                 | Littleton Groom | 12. Oktober 1906 – 13. November 1908 |      |
| Minister für Handel und Zölle       | William Lyne    | 5. Juli 1905 – 30. Juli 1907         |      |
| Minister für Handel und Zölle       | Austin Chapman  | 30. Juli 1907 – 13. November 1908    |      |
| Schatzminister                      | John Forrest    | 5. Juli 1905 – 30. Juli 1907         |      |
| Schatzminister                      | William Lyne    | 30. Juli 1907 – 13. November 1908    |      |
| Generalpostmeister                  | Austin Chapman  | 5. Juli 1905 – 30. Juli 1907         |      |
| Generalpostmeister                  | Samuel Mauger   | 30. Juli 1907 – 13. November 1908    |      |
| Verteidigungsminister               | Thomas Playford | 5. Juli 1905 – 24. Januar 1907       |      |
| Verteidigungsminister               | Thomas Ewing    | 24. Januar 1907 – 13. November 1908  |      |
| Innenminister                       | Littleton Groom | 5. Juli 1905 – 12. Oktober 1906      |      |
| Innenminister                       | Thomas Ewing    | 12. Oktober 1906 – 24. Januar 1907   |      |
| Innenminister                       | John Keating    | 24. Januar 1907 – 13. November 1908  |      |
| Vizepräsident des Executive Council | Thomas Ewing    | 5. Juli 1905 – 12. Oktober 1906      |      |
| Vizepräsident des Executive Council | John Keating    | 12. Oktober 1906 – 20. Februar 1907  |      |
| Vizepräsident des Executive Council | Robert Best     | 20. Februar 1907 – 13. November 1908 |      |
| Minister ohne Portfolio             | John Keating    | 5. Juli 1905 – 12. Oktober 1906      |      |
| Minister ohne Portfolio             | Samuel Mauger   | 12. Oktober 1906 – 30. Juli 1907     |      |
| Minister ohne Portfolio             | James Cook      | 28. Januar 1908 – 13. November 1908  |      |

## Änderungen
Generalstaatsanwalt Isaac Isaacs trat am 12. Oktober 1906 zurück und wurde Richter am High Court. Dies führte zu einer Umbildung der Regierung. Neu ins Kabinett kam Samuel Mauger als Minister ohne Portfolio.
Verteidigungsminister Thomas Playford verlor seinen Senatssitz bei der Wahl im Dezember 1906 und schied am 24. Januar 1907 aus der Regierung aus. Neu in die Regierung kam Robert Best.
SchatzminiserJohn Forrest trat am 30. Juli 1907 zurück, nachdem es ihm nicht gelungen war Premierminister Deakin von einer Anti-Labor-Regierung zu überzeugen.
James Cook trat am 28. Januar 1908 als Minister ohne Portfolio ins Kabinett ein.